# 미국의 장애
미국의 장애인은 전체 인구의 5분의 1, 80세 이상 미국인의 절반 이상을 차지하는 상당한 소수 집단이다. 미국과 장애인 인구와의 관계의 근간이 되는 복잡한 역사가 있으며, 지난 세기에는 보호와 혜택을 제공하는 법안을 통해 장애인의 생계를 개선하기 위해 큰 진전을 이루었다. 특히 미국 장애인법은 공공장소와 직장에서 장애를 가진 미국인을 보호하기 위해 노력하는 포괄적인 차별 금지 정책이다.